# St Margaret South Elmham
St Margaret South Elmham – wieś i civil parish w Anglii, w Suffolk, w dystrykcie East Suffolk. W 2001 civil parish liczyła 95 mieszkańców. W civil parish znajduje się 12 zabytkowych budynków.